# Caradrina eremocosma
Caradrina eremocosma är en fjärilsart som beskrevs av Charles Boursin 1937. Caradrina eremocosma ingår i släktet Caradrina och familjen nattflyn. Inga underarter finns listade i Catalogue of Life.